# Tiroteo del comisariado militar de Ust-Ilimsk
El tiroteo del comisariado militar de Ust-Ilimsk ocurrió el 26 de septiembre de 2022, cuando el residente local Ruslan Zinin, de 25 años, hirió al comisario militar Alexander Eliseev disparándole con una escopeta recortada, tras lo cual fue detenido.

## Tiroteo
En la tarde del 26 de septiembre de 2022 a las 12:20 hora local (según otras fuentes, a las 14:00) Ruslan Zinin llegó a la junta de reclutamiento, subió al salón de actos junto con los reclutas para la movilización. Se acercó al comisario militar Alexander Eliseev, dijo: "Ahora nos iremos todos a casa" y abrió fuego con una escopeta recortada, disparada a quemarropa. Según un testigo presencial, el atacante tenía un arma, como la de la película Brat 2. En ese momento, Eliseev instruía a los movilizados, recibió 6 heridas en el pecho. Nadie más resultó herido. Zinin trató de escapar por la puerta de incendios, pero estaba cerrada. El tirador disparó a la puerta, pero no tuvo tiempo de escapar. Fue detenido por la Guardia Nacional.
El herido Alexander Eliseev fue llevado a reanimación en estado crítico. En la mañana del 27 de septiembre, se decidió entregarlo en Irkutsk. El 29 de septiembre, se publicó un video en el canal Telegram del Gobernador del Óblast de Irkutsk, Igor Kobzev, en el que el médico jefe del Hospital Clínico Regional de Irkutsk, Pyotr Dudin, dijo que Eliseev fue sacado de un coma inducido médicamente, y su condición fue evaluada como grave pero estable.

## Tirador
Un residente de Ust-Ilimsk, Ruslan Alexandrovich Zinin (nacido el 29 de junio de 1997), es sospechoso de haber cometido un delito. Durante la detención, se presentó como desempleado. Sin embargo, hay información de que él, junto con su madre, fue el fundador de un estudio de arte en vidrio, organizado en 2015. El negocio cerró después de un año. La madre del criminal, Maria Zinina, dijo que Ruslan había vivido recientemente con su abuela. Un residente de Ust-Ilimsk llamado Alexander, que trabajaba con Zinin, dijo que Ruslan estaba tranquilo, trabajaba en un camión de madera. Según Zinin, en marzo de 2022, su amigo Daniil, de 19 años, fue asesinado durante los combates en el territorio de Ucrania. Después de que el presidente ruso, Vladímir Putin, anunciara la movilización, el primo de Zinin, Vasily Gurov, de 21 años, recibió una convocatoria para formar parte de la junta de reclutamiento. El propio Ruslan no fue llamado al servicio militar, pero les dijo a sus familiares que se ofreció como voluntario. Antes del tiroteo el mismo día, 26 de septiembre, Zinin ya había llegado a la junta de reclutamiento. Según un testigo presencial, trató de averiguar por qué su amigo recibió una citación, aunque no sirvió en el ejército. En respuesta, el comisario militar insultó a Zinin. Después de eso, Ruslan volvió al tablero de reclutamiento nuevamente con una escopeta recortada y abrió fuego.

## Víctima
Herido como resultado del tiroteo, Alexander Vladimirovich Eliseev comenzó a servir en las Fuerzas Armadas en 1983. Sirvió en el Distrito Fronterizo de Asia Central Bandera Roja de la KGB de la RSFS de Rusia, en la frontera soviética con Afganistán, después de lo cual pasó por una escuela y academia militar, se desempeñó como oficial. Desde 2010, dirigió el comisariado militar de Ust-Ilimsk. En la ciudad, Alexander Eliseev era respetado; ha presentado su candidatura para las elecciones a la duma de la ciudad y la asamblea legislativa de la óblast de Irkutsk más de una vez. El sobrino de la víctima, Iván, describió positivamente a Alexander Eliseev.

## Secuelas
El Comité de Investigación del ICR para el Óblast de Irkutsk abrió una causa penal contra Ruslan Zinin en virtud de los artículos 317 (agresión contra la vida de un agente del orden) y 222 (adquisición, transferencia, venta, almacenamiento, transporte, transferencia o portación ilegales de armas, las partes principales de las armas de fuego, municiones) del Código Penal de Rusia.
El 28 de septiembre, el tribunal de la ciudad de Ust-Ilimsk arrestó a Ruslan Zinin durante 2 meses (hasta el 26 de noviembre).